# Jany Sylvaire
 (janvier 2020).
Jany Sylvaire, née le 19 novembre 1921 à Cambrai et décédée le 30 juin 2018 à Saint-Mandé, est une chanteuse lyrique et résistante française.

## Biographie
Jany Sylvaire est la fille d'Antoine Sylvère (1888-1963), dit Toinou, et de Marie Louise Rigaud (1891-1978). Son père, participe à la Première Guerre mondiale. Un des oncles de Jany, Damien Sylvère est tué au combat dans les premiers jours de la guerre, le 24 août 1914, à Baccarat (Meurthe-et-Moselle).
Pendant la Seconde Guerre mondiale, toute la famille s'engage dans la Résistance. Jany est agent de liaison FTP. Elle est arrêtée par la police française le même jour que sa sœur, le 13 avril 1943, et déportée à Ravensbrück, le 29 août 1943. Son père, résistant dans le Morvan, y reçoit le premier parachutage anglais d'armes destiné aux FTP. Sa sœur, Antoinette Sylvère (1913-1944), connue sous le nom de Ginette Hamelin, décède à Ravensbrück le 14 octobre 1944. Son mari, Jacques Hamelin, avait été tué à l'ennemi le 15 mai 1940, à Chaulnes (Somme). Son frère, Damien Sylvère (1914-2015), est arrêté par la Gestapo pour faits de Résistance, et déporté à Buchenwald. Sous le nom de Jean-Damien Sylvère, il publie en 1999 un livre Fils de Toinou.
Jany Sylvaire épouse après guerre Louis Blouet, qui a été résistant en Normandie. Ils seront tous deux décorés de la Légion d'Honneur. Son époux, Louis Blouet reçoit la médaille de la Résistance française.
Dans le milieu artistique, elle est connue sous le nom de Jany Sylvaire. En plus des enregistrements de disques, elle travaille au service lyrique de la RTF, puis de l'ORTF.
De 1958 à environ 1975, elle enregistre des disques d'opérette et des comptines pour enfants.
Elle participe au disque Le Temps des ombres. De Châteaubriant à Ravensbrück, avec Catherine Sellers, Silvia Monfort et Emmanuelle Riva sur des musiques de Joseph Kosma et Jean Wiener et des textes de Louis Aragon, Paul Éluard, Jean Ferrat, Léo Ferré, Micheline Maurel et Raoul Delfosse.

## Distinction
- Chevalier de la Légion d'honneur[Quand ?]